# Wallaceton
Wallaceton és una població dels Estats Units a l'estat de Pennsilvània. Segons el cens del 2000 tenia 350 habitants.

## Demografia
Segons el cens del 2000, Wallaceton tenia 350 habitants, 131 habitatges, i 96 famílies. La densitat de població era de 193,1 habitants/km².
Dels 131 habitatges en un 34,4% hi vivien nens de menys de 18 anys, en un 62,6% hi vivien parelles casades, en un 7,6% dones solteres, i en un 26% no eren unitats familiars. En el 22,1% dels habitatges hi vivien persones soles el 10,7% de les quals corresponia a persones de 65 anys o més que vivien soles. El nombre mitjà de persones vivint en cada habitatge era de 2,67 i el nombre mitjà de persones que vivien en cada família era de 3,14.
Per edats la població es repartia de la següent manera: un 26% tenia menys de 18 anys, un 8,9% entre 18 i 24, un 31,4% entre 25 i 44, un 22,6% de 45 a 60 i un 11,1% 65 anys o més.
L'edat mediana era de 35 anys. Per cada 100 dones de 18 o més anys hi havia 96,2 homes.
La renda mediana per habitatge era de 28.000$ i la renda mediana per família de 38.083$. Els homes tenien una renda mediana de 28.333$ mentre que les dones 16.875$. La renda per capita de la població era de 11.571$. Entorn del 8,4% de les famílies i el 17,3% de la població estaven per davall del llindar de pobresa.

## Poblacions més properes
El següent diagrama mostra les poblacions més properes.